# Циглер, Рето (кёрлингист)
Ре́то Ци́глер (нем. Reto Ziegler) — швейцарский кёрлингист.
В составе мужской сборной Швейцарии участник двух чемпионатов мира. Двукратный Чемпион Швейцарии среди мужчин.
Играл на позиции второго.

## Достижения
- Чемпионат Швейцарии по кёрлингу среди мужчин: золото (1995, 1998).

## Команды
| Сезон   | Четвёртый       | Третий           | Второй      | Первый            | Запасной                                       | Турниры                      |
| ------- | --------------- | ---------------- | ----------- | ----------------- | ---------------------------------------------- | ---------------------------- |
| 1994—95 | Андреас Шваллер | Кристоф Шваллер  | Рето Циглер | Петер Эггеншвилер | Рольф Изели                                    | ЧШМ 1995 · ЧМ 1995 (6 место) |
| 1996—97 | Андреас Шваллер | Кристоф Шваллер  | Рето Циглер | Рольф Изели       |                                                |                              |
| 1997—98 | Кристоф Шваллер | Марк Хауденшильд | Рето Циглер | Рольф Изели       | Роберт Хюрлиман (ЧМ) тренер: Фредерик Жан (ЧМ) | ЧШМ 1998 · ЧМ 1998 (8 место) |
| 2003—04 | Andre Flotron   | Роберт Хюрлиман  | Рето Циглер | Рольф Изели       |                                                |                              |

(скипы выделены полужирным шрифтом)